# Danny Aiello III
Danny Aiello III (n. 27 de enero de 1957-1 de mayo de 2010) fue doble y actor de cine y televisión estadounidense. Era hijo de Danny Aiello.

## Fallecimiento
Aiello murió de cáncer de páncreas, a los 53 años de edad, en Hillsdale, Nueva Jersey, el 1 de mayo de 2010. Dejó a su esposa, dos hijas, padres y tres hermanos. El primer episodio de la segunda temporada de Royal Pains, "Spasticity", fue dedicado a él, y también el primer episodio de la sexta temporada de Rescue Me, "Legacy".